# Волейбол на Панамериканских играх 2011
Соревнования по волейболу на XVI Панамериканских играх проходили с 15 по 29 октября 2011 года в Гвадалахаре (Мексика) с участием 8 мужских и 8 женских национальных сборных команд. Было разыграно 2 комплекта наград. Чемпионские титулы выиграли мужская и женская сборные Бразилии.

## Команды-участницы

### Мужчины
Аргентина, Бразилия, Венесуэла, Канада, Куба, Мексика, Пуэрто-Рико, США.

### Женщины
Бразилия, Доминиканская Республика, Канада, Куба, Мексика, Перу, Пуэрто-Рико, США.

## Система проведения турнира
По 8 команд-участниц у мужчин и женщин на предварительном этапе были разбиты на две группы. Победители групповых турниров напрямую выходят в полуфинал плей-офф. Команды, занявшие в группах 2-3-и места проводят стыковые четвертьфинальные матчи. В полуфинале победители групп играют с победителями четвертьфиналов за выход в финал. За победу со счётом 3:0 команды получают по 5 очков, за победу 3:1 — 4 очка, 3:2 — 3 очка, за поражение 2:3 проигравшие получают по 2 очка, за поражение 1:3 — 1, за поражение 0:3 очки не начисляются.

## Результаты

### Мужчины

#### Предварительный этап

##### Группа A
| М | Команда   | 1   | 2   | 3   | 4   | И | В | П | С/П | О  |
| - | --------- | --- | --- | --- | --- | - | - | - | --- | -- |
| 1 | Куба      |     | 3:2 | 3:0 | 3:0 | 3 | 3 | 0 | 9:2 | 13 |
| 2 | Аргентина | 2:3 |     | 3:2 | 3:2 | 3 | 2 | 1 | 8:7 | 8  |
| 3 | Мексика   | 0:3 | 2:3 |     | 3:1 | 3 | 1 | 2 | 5:7 | 6  |
| 4 | Венесуэла | 0:3 | 2:3 | 1:3 |     | 3 | 0 | 3 | 3:9 | 3  |

24 октября: Куба — Аргентина 3:2 (25:22, 18:25, 24:26, 25:18, 15:13); Мексика — Венесуэла 3:1 (25:23, 25:20, 26:28, 25:21).
25 октября: Куба — Венесуэла 3:0 (25:20, 25:21, 25:17); Аргентина — Мексика 3:2 (25:23, 25:23, 25:27, 21:25, 15:10).
26 октября: Аргентина — Венесуэла 3:2 (25:23, 21:25, 29:27, 23:25, 18:16); Куба — Мексика 3:0 (25:18, 25:21, 25:23).

##### Группа B
| М | Команда     | 1   | 2   | 3   | 4   | И | В | П | С/П | О |
| - | ----------- | --- | --- | --- | --- | - | - | - | --- | - |
| 1 | Бразилия    |     | 3:0 | 3:0 | 3:0 | 3 | 3 | 0 | 9:0 | 6 |
| 2 | Пуэрто-Рико | 0:3 |     | 3:1 | 3:0 | 3 | 2 | 1 | 6:4 | 5 |
| 3 | США         | 0:3 | 1:3 |     | 3:1 | 3 | 1 | 2 | 4:7 | 4 |
| 4 | Канада      | 0:3 | 0:3 | 1:3 |     | 3 | 0 | 3 | 1:9 | 3 |

24 октября: США — Пуэрто-Рико 3:2 (22:25, 25:19, 20:25, 25:16, 15:13); Бразилия — Канада 3:0 (25:17, 25:13, 25:13).
25 октября: Бразилия — Пуэрто-Рико 3:0 (25:22, 25:14, 25:18); Канада — США 3:2 (21:25, 25:23, 37:39, 35:33, 15:12).
26 октября: Пуэрто-Рико — Канада 3:0 (25:22, 25:17, 25:23); Бразилия — США 3:1 (18:25, 25:17, 25:14, 25:18).

#### Плей-офф

##### Четвертьфинал
27 октября
Аргентина — США 3:2 (25:17, 19:25, 25:18, 17:25, 15:11)
Мексика — Пуэрто-Рико 3:2 (24:26, 16:25, 28:26, 25:21, 15:9)

##### Полуфинал за 1—4 места
28 октября
Куба — Мексика 3:2 (25:21, 25:27, 28:30, 25:15, 17:15)
Бразилия — Аргентина 3:1 (26:28, 27:25, 25:22, 25:15)

##### Полуфинал за 5—8 места
28 октября
США — Венесуэла 3:2 (21:25, 25:17, 21:25, 25:18, 15:13)
Канада — Пуэрто-Рико 3:1 (25:20, 19:25, 25:19, 15:20)

##### Матч за 7-е место
29 октября
Пуэрто-Рико — Венесуэла 3:2 (25:23, 25:19, 19:25, 21:25, 15:8).

##### Матч за 5-е место
29 октября
США — Канада 3:2 (22:25, 25:15, 25:19, 21:25, 19:17).

##### Матч за 3-е место
29 октября
Аргентина — Мексика 3:1 (25:18, 22:25, 20:25, 25:22, 15:13).

##### Финал
29 октября
Бразилия — Куба 3:1 (25:11, 24:26, 25:18, 25:19).

### Женщины

#### Предварительный этап

##### Группа A
| М | Команда                  | 1   | 2   | 3   | 4   | И | В | П | С/П | О  |
| - | ------------------------ | --- | --- | --- | --- | - | - | - | --- | -- |
| 1 | Бразилия                 |     | 3:1 | 3:1 | 3:0 | 3 | 3 | 0 | 9:2 | 13 |
| 2 | Куба                     | 1:3 |     | 3:1 | 3:0 | 3 | 2 | 1 | 7:4 | 10 |
| 3 | Доминиканская Республика | 1:3 | 1:3 |     | 3:2 | 3 | 1 | 2 | 5:8 | 5  |
| 4 | Канада                   | 0:3 | 0:3 | 2:3 |     | 3 | 0 | 3 | 2:9 | 2  |

15 октября: Куба — Канада 3:0 (25:22, 25:16, 25:18); Бразилия — Доминиканская Республика 3:1 (25:22, 21:25, 25:16, 25:20).
16 октября: Куба — Доминиканская Республика 3:1 (25:23, 21:25, 25:20, 25:16); Бразилия — Канада 3:0 (25:19, 25:12, 25:10).
17 октября: Доминиканская Республика — Канада 3:2 (27:29, 22:25, 27:25, 25:21, 15:12); Бразилия — Куба 3:1 (25:23, 21:25, 25:22, 25:18).

##### Группа B
| М | Команда     | 1   | 2   | 3   | 4   | И | В | П | С/П | О  |
| - | ----------- | --- | --- | --- | --- | - | - | - | --- | -- |
| 1 | США         |     | 3:0 | 3:0 | 3:0 | 3 | 3 | 0 | 9:0 | 15 |
| 2 | Пуэрто-Рико | 0:3 |     | 3:1 | 3:1 | 3 | 2 | 1 | 6:5 | 8  |
| 3 | Перу        | 0:3 | 1:3 |     | 3:1 | 3 | 1 | 2 | 4:7 | 5  |
| 4 | Мексика     | 0:3 | 1:3 | 1:3 |     | 3 | 0 | 3 | 2:9 | 2  |

15 октября: США — Пуэрто-Рико 3:0 (25:17, 25:18, 25:14); Перу — Мексика 3:1 (27:25, 16:25, 25:19, 25:19).
16 октября: США — Перу 3:0 (25:19, 25:15, 25:19); Пуэрто-Рико — Мексика 3:1 (22:25, 25:21, 25:18, 25:13).
17 октября: Пуэрто-Рико — Перу 3:1 (24:26, 25:21, 25:21, 25:11); США — Мексика 3:0 (25:14, 25:16, 31:29).

#### Плей-офф

##### Четвертьфинал
18 октября
Куба — Перу 3:0 (25:18, 25:19, 26:24)
Доминиканская Республика — Пуэрто-Рико 3:2 (25:21, 25:22, 26:28, 22:25, 15:8)

##### Полуфинал за 1—4 места
19 октября
Куба — США 3:1 (25:17, 25:16, 25:27, 25:21)
Бразилия — Доминиканская Республика 3:0 (25:19, 25:18, 25:23)

##### Полуфинал за 5—8 места
19 октября
Перу — Канада 3:1 (26:24, 18:25, 25:22, 25:18)
Пуэрто-Рико — Мексика 3:2 (20:25, 25:14, 9:25, 25:10, 15:9)

##### Матч за 7-е место
20 октября
Канада — Мексика 3:1 (19:25, 25:17, 26:24, 25:15).

##### Матч за 5-е место
20 октября
Пуэрто-Рико — Перу 3:0 (25:23, 25:20, 25:19).

##### Матч за 3-е место
20 октября
США — Доминиканская Республика 3:1 (23:25, 25:16, 25:20, 25:19).

##### Финал
20 октября
Бразилия — Куба 3:2 (25:15, 21:25, 25:21, 21:25, 15:10).

## Итоги

### Положение команд
| Мужчины        | Женщины                     |
| -------------- | --------------------------- |
| Бразилия       | Бразилия                    |
| Куба           | Куба                        |
| Аргентина      | США                         |
| 4. Мексика     | 4. Доминиканская Республика |
| 5. США         | 5. Пуэрто-Рико              |
| 6. Канада      | 6. Перу                     |
| 7. Пуэрто-Рико | 7. Канада                   |
| 8. Венесуэла   | 8. Мексика                  |

### Призёры

#### Мужчины
Бразилия: Бруно Мосса ди Резенде (Бруно), Густаво Эндрес (Густаво), Луис Фонтелес, Мурило Радке, Маурисио Боргес, Тьяго Соарес Алвес (Тьяго Алвес), Маурисио ди Соуза, Ренато Руссоманно, Валласе Мартинс, Эдер Франсис Карбонера (Эдер), Уоллес де Соуза, Марио да Силва Педрейра (Марио). Главный тренер — Роберлей Леоналдо.
  Куба: Вильфредо Леон Венеро, Яссель Пердомо Наранхо, Кейбель Гутьеррес Торна, Роландо Сепеда Абреу, Юлиан Дуран Руис, Хенри Бель Сиснеро, Райдель Йерресуэло Агирре, Дарьель Альбо Миранда, Исбель Меса Сандоваль, Йоснель Гильен Гато, Йоандри Диас Карменате, Фернандо Эрнандес Рамос. Главный тренер — Орландо Самуэльс Блэквуд.
  Аргентина: Иван Кастеллани, Николас Уриарте, Максимилиано Каванна, Гонсало Кирога, Николас Бруно, Себастьян Соле, Федерико Перейра, Алехандро Торо, Пабло Крер, Мариано Хьюстиниано, Франко Лопес, Максимилиано Гауна. Главный тренер — Хавьер Вебер.

#### Женщины
Бразилия: Фабиана Марселино Клаудино (Фабиана), Жусели Силва Баррето (Жусели), Даниэль Родригис Линс (Дани Линс), Паула Маркис Пекено (Паула), Таиса Дахер ди Менезис (Таиса), Марианне Штейнбрехер (Мари), Тандара Кайшета (Тандара), Шейла Таварес ди Кастро (Шейла), Фабиана Алвин ди Оливейра (Фаби), Фернанда Гарай Родригис (Фе Гарай), Жозефа Фабиола Алмейда ди Соуза (Фабиола). Главный тренер — Жозе Роберто Гимарайнс (Зе Роберто).
  Куба: Вильма Салас Росель, Янелис Сантос Альенье, Алёна Рохас Орта, Йоана Паласиос Мендоса, Даймара Лескай Кахигаль, Эмили Боррель Крус, Ана Клегер Абель, Лианнес Кастаньеда Симон, Росанна Хьель Рамос, Кения Каркасес Опон, Юсидей Силье Фромета, Жизель Сильва Франко. Главный тренер — Хуан Карлос Гала Родригес.
  США: Кайла Бэнуорт, Рут Кио Бёрдайн, Анджела Форсетт, Тамари Мияширо, Синтия Барбоза, Лорен Джиббмейер, Реган Худ, Александра Клайнмэн, Кэссиди Лихтмэн, Карли Ллойд, Кортни Томпсон, Джессика Джонс. Главный тренер — Джон Баначовски.

### Индивидуальные призы
| Номинация            | Мужчины           | Женщины            |
| -------------------- | ----------------- | ------------------ |
| MVP                  | Вильфредо Леон    | Йоана Паласиос     |
| Лучшие нападающие    | Уоллес де Соуза   | Йоана Паласиос     |
| Лучшие блокирующие   | Себастьян Соле    | Лорен Джиббмейер   |
| Лучшие на подаче     | Фернандо Эрнандес | Жизель Силва       |
| Лучшие на приёме     | Марио             | Бренда Кастильо    |
| Лучшие в защите      | Блэр Бэнн         | Бренда Кастильо    |
| Лучшие связующие     | Бруно             | Дани Линс          |
| Лучшие либеро        | Эктор Мата        | Бренда Кастильо    |
| Самые результативные | Иван Контрерас    | Бетания де ла Крус |